# Государственная миграционная служба Азербайджана
Государственная миграционная служба Азербайджана —государственный орган Азербайджана, отвечающий за регулирование деятельности сфере миграции принимая во внимание вопросы национальной безопасности и стабильного социально-экономического и демографического развития в Азербайджане. 

## История
25 июля 2006 года принят указ Президента «О государственной программе миграции Азербайджана» для принятия шагов в области деятельности в сфере миграции с тем, чтобы лучше контролировать национальную безопасность, обеспечивать экономическое и демографическое развитие страны, обеспечивать рациональное использование рабочей силы и прекратить процессы нерегулируемой миграции. Государственная миграционная служба была создана 19 марта 2007 года.

## Общие сведения
Службу возглавляет председатель. В Службу входят управление Аппарата и другие ведомства. 
Служба создана с целью осуществления государственной политики в области миграции, развития системы управления, регулирования и прогнозирования миграционных процессов, координирования деятельности соответствующих государственных органов в этой сфере.
Основные функции:
- обеспечение государственной политики в области миграции
- развитие сложных систем управления миграции с целью прогнозирования миграционных процессов
- предотвращение нелегальной иммиграции
- международное сотрудничество
- организация мониторинга миграции
- выдача разрешений на временное и постоянное проживание иностранным гражданам и лицам без гражданства
- сбор сведений о миграции беженцев в Азербайджане

Служба также принимает участие в проведении исследований, анализа и проверок нелегальных иммигрантов совместно с Министерством внутренних дел, Министерством национальной безопасности, Министерством труда и социальной защиты населения и Государственной пограничной службой Азербайджана.

## Начальники
- Арзу Рагимов (30 апреля 2007 — 13 февраля 2012)[3][4]
- Фирудин Набиев (13 февраля 2012 — 21 апреля 2018)[5]
- Вюсал Гусейнов (с 21 апреля 2018)[6].

## Международное сотрудничество
Одним из направлений деятельности Государственной миграционной службы является усиление диалога между странами, расширение сотрудничества в соответствующих сферах, в том числе в сфере борьбы с незаконной миграцией, развитие сотрудничества с соответствующими структурами иностранных государств, международными и неправительственными организациями с целью применения опыта в сфере координированного управления миграционными потоками.
Государственная миграционная служба осуществляет сотрудничество также в рамках Алматинского процесса — консультативного процесса по защите беженцев и международной миграции, Парижского процесса, созданного с целью расширения сотрудничества между странами Европейского союза, Шенгенской зоны, Восточного партнерства, Западных Балкан, Центральной Азии, России и Турции и функционирующего в направлении создания устойчивой системы регулирования миграции, Будапештского процесса, в котором участвуют более 50 правительств и 10 международных организаций.
Государственная миграционная служба для регулирования миграционных процессов сотрудничает также на двусторонней основе с компетентными структурами иностранных государств.
Государственная миграционная служба расширяет сотрудничество с Международной организацией по миграции, Европейским союзом, Управлением Верховного комиссара ООН по делам беженцев, Содружеством Независимых Государств, Международным центром по развитию миграционной политики, а также на двусторонней основе с Турцией, Россией, Нидерландами и другими странами в сфере эффективного управления миграцией, реадмиссии, добровольного возвращения, социальной защиты мигрантов.

### Международная организация по миграции
После вступления Азербайджана в МОМ регулярно проводятся встречи и обмен мнениями между двумя структурами относительно регулирования миграционных процессов, создания эффективного управления по реадмиссии, проведения собеседований с лицами, ищущими убежище, усиления информационной системы рынка труда и по другим представляющим интерес направлениям.
Организация реализовала в Азербайджане ряд проектов, направленных на охрану прав мигрантов, их устойчивую интеграцию. С 2014 года успешно реализуется проект «Повышение потенциала миграционного и пограничного управления в Азербайджане». 8 декабря 2016 года было подписано Соглашение между Государственной миграционной службой Азербайджана и Международной организацией по миграции о сотрудничестве по реализации пилотного проекта содействия добровольному возвращению мигрантов из Азербайджана. 

### Управление Верховного комиссара ООН по делам беженцев
Азербайджан осуществляет сотрудничество с УВКБ ООН, направленное на решение проблем беженцев и вынужденных переселенцев в Азербайджане. Регулярно проводятся деловые встречи между представительством организации в Азербайджане и сотрудниками Службы относительно определения статуса беженца, добровольного возвращения в страну происхождения лиц, ищущих убежище, и по другим темам, представляющим интерес. Совместно с УВКБ ООН реализуется проект «Инициатива повышения качества систем предоставления убежища в Восточной Европе и на Южном Кавказе».

### СНГ
Государственная миграционная служба представляет Азербайджан в Совете руководителей миграционных органов, функционирующем в рамках СНГ, . В рамках своих полномочий с учетом особого мнения руководства страны Служба сотрудничает с государствами-членами Совета (за исключением Республики Армения). 30 сентября 2010 года и 12 октября 2016 года в Баку были проведены 8-е и 19-е заседания Совета.

### Евросоюз
Государственная миграционная служба является участником программ ЕС «Twinning» и «Техническое содействие и информационный обмен» (TAİEX). Также служба представлена в первой платформе Восточного Партнерства ЕС «Демократия, надлежащее управление и стабильность».
29 ноября 2013 года подписано Соглашение об упрощении визового режима между Азербайджаном и ЕС, 28 февраля 2014 года Соглашение между Азербайджаном и Европейским союзом о реадмиссии лиц, проживающих без разрешения и Совместная Декларация между Азербайджаном, Европейским союзом и государствами-членами ЕС, участвующими в программе партнёрства по мобильности.
Подписано Соглашение о сотрудничестве между Правительством Азербайджана и Международным центром развития миграционной политики. Центром в рамках программы «Миграция: экспертиза Европейского союза» (MİEUX) было реализовано несколько проектов в Азербайджане.